# Ризький мотормузей
Ризький мотормузей (латис. Rīgas motormuzejs) є найбільшим музеєм антикварних автомобілів в країнах Балтії, розташований в Ризі, Латвія.  Музей є державним агентством, що діє в рамках  Міністерство транспорту. З 1992 року музей є членом Міжнародної асоціації музеїв транспорту та зв'язку (IATM – ICOM), з 1994 року — членом Латвійської асоціації музеїв, з 2002 року — членом Латвійської асоціації розвитку транспорту та освіти. Музей розташований на вулиці Сергія Ейзенштейна 6, у пригороді Риги  Межціемс. У музеї також є кафе і спортивний клуб.
Музей був заснований у 1989 році за ініціативою Латвійського клубу старовинних автомобілей AAK [Архівовано 21 липня 2011 у Wayback Machine.]. Будівля була спроектована архітектором «Латгіпростроя» Вікторсом Вальгумсом. З 1992 року — державний музей.
У 2013 році музей закритий на реконструкцію. Всі автомобілі були переміщені в тимчасове розташування музею в Рамаві. 2 липня 2016 року музей відкрився після реконструкції для всіх.
Один з найбільш значних експонатів у музеї копія автомобіля Auto-Union тип C/D (1938 року). Оригінальний автомобіль був врятований від різання на брухт Вікторсом Кульбергсом, президентом Антикварного Автомобільного Клубу Латвії, а потім був обмінений на копію від Crostwaite & Gardiner and Roach Manufacturing після переговорів з Audi AG в 1995 році. Оригінальний автомобіль 1938 року можна подивитись в Музеї Audi в Інгольштадті.

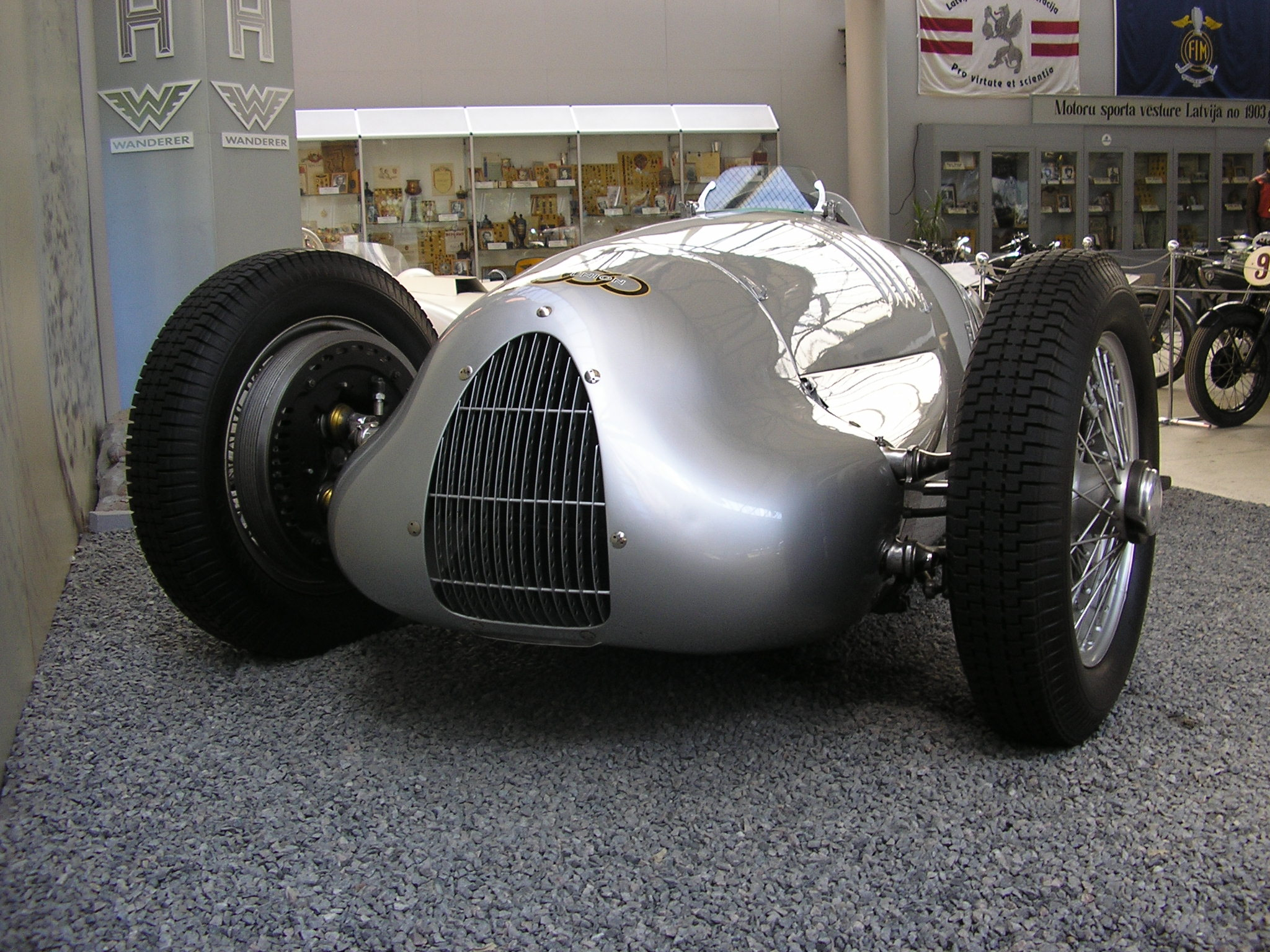
Автомобіль Auto-Union Type C/D (1938), копія
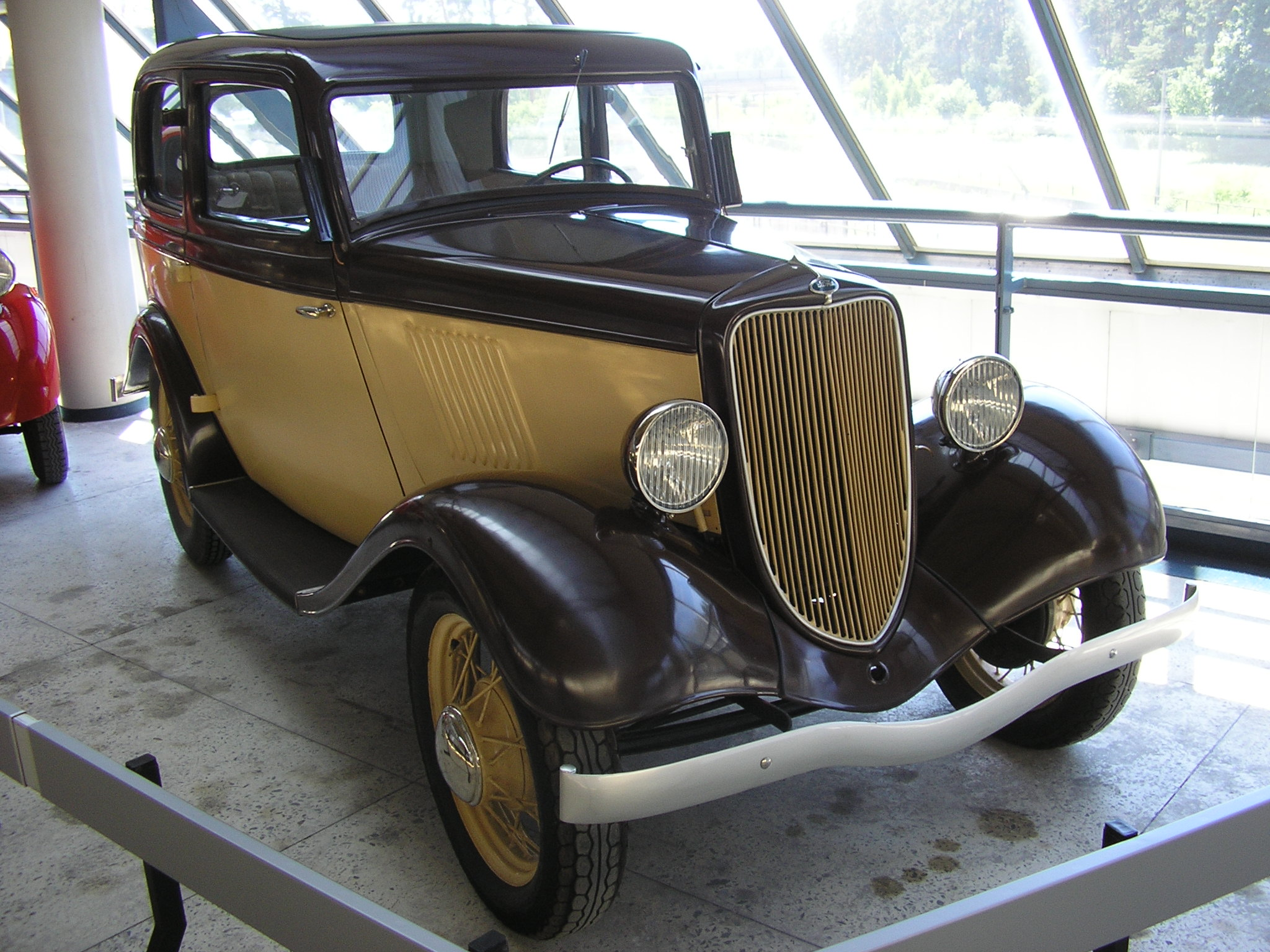
Ford Köln Y (1933) в Ризькому мотормузеї
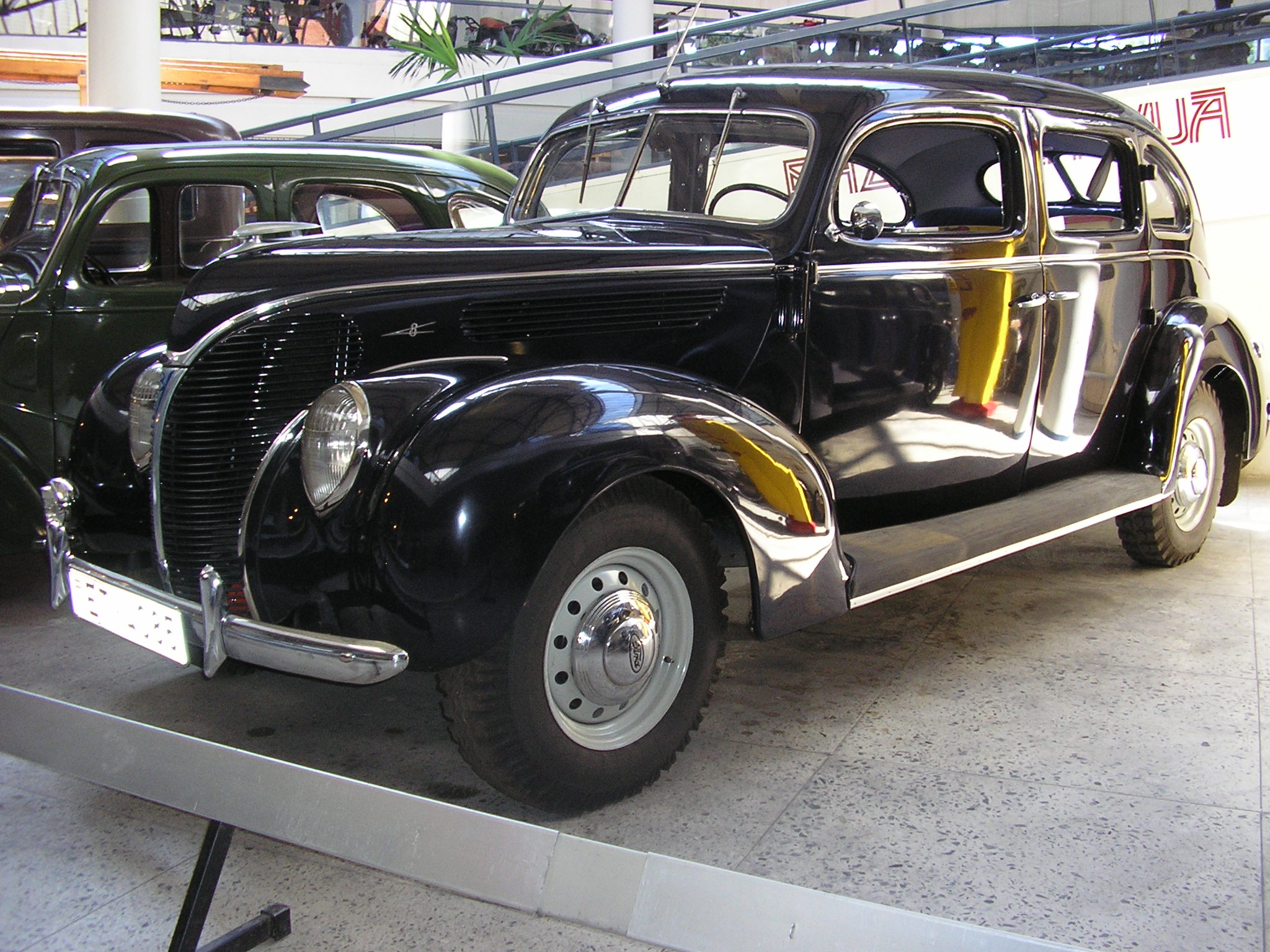
Латвійська версія Ford-Vairogs V8 "De Luxe" (1938) в Ризькому мотормузеї
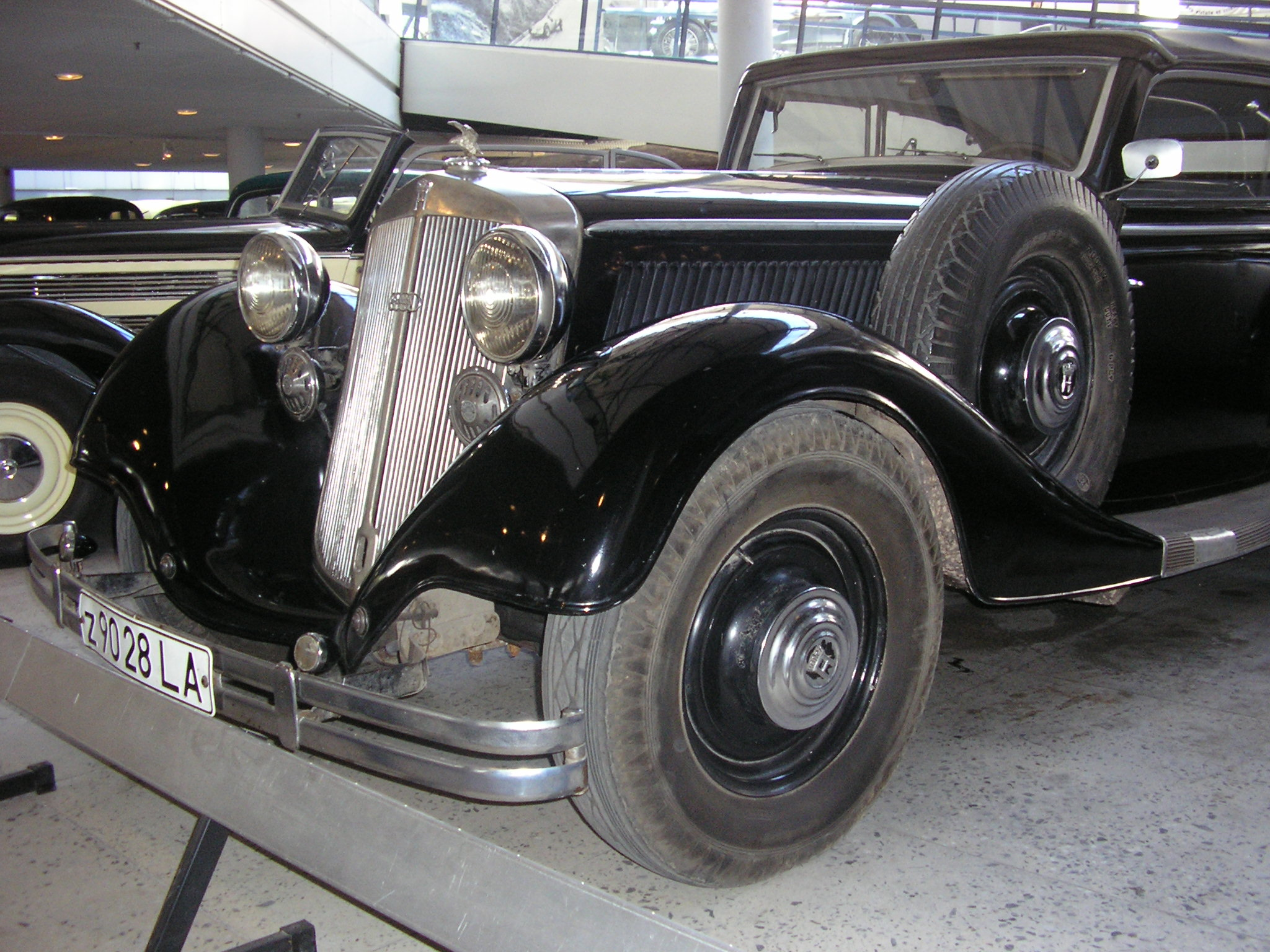
Horch 830BL (1935) в Ризькому мотормузеї
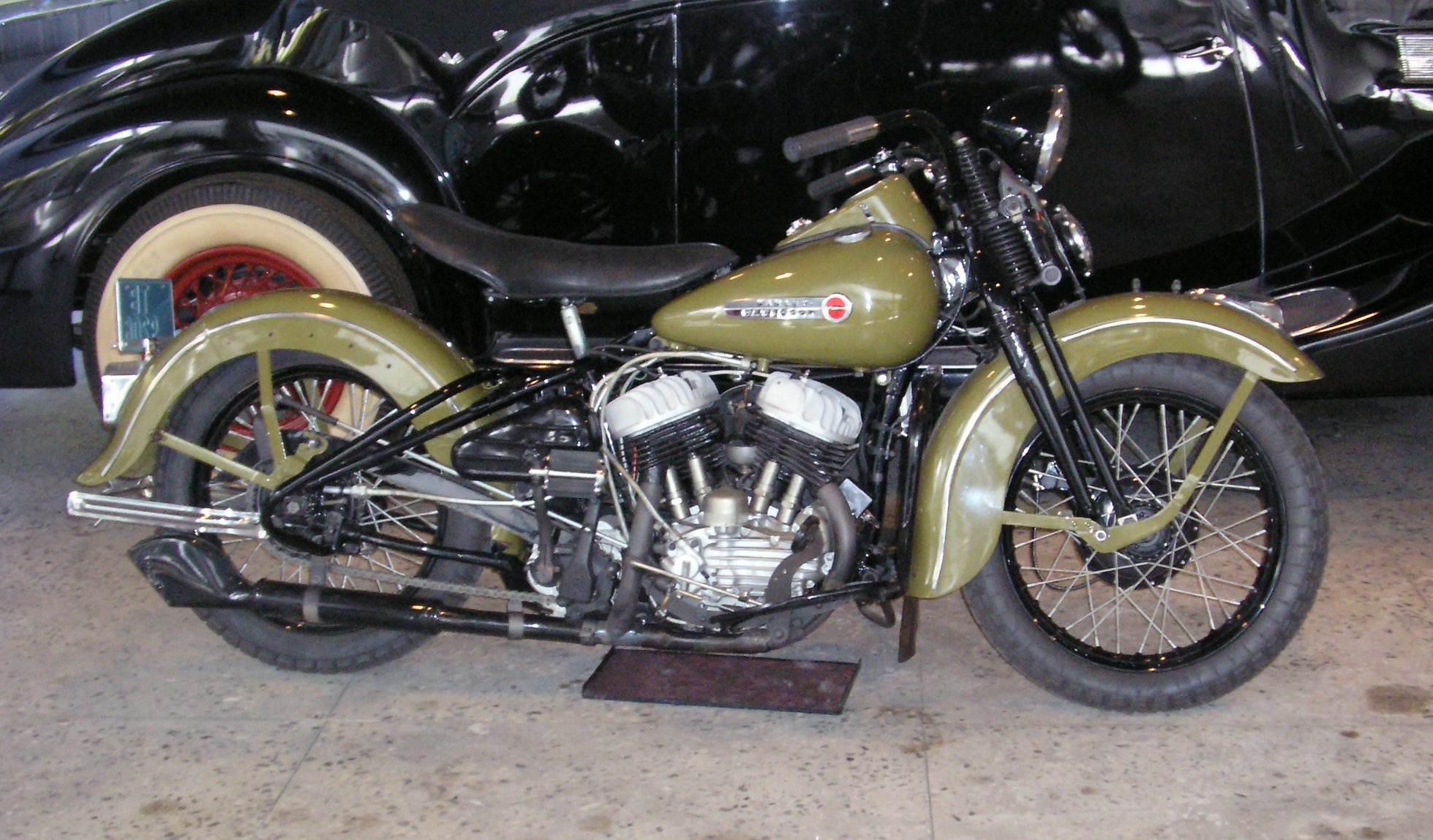
Гарлі-Девідсон mod. WL (1947)  в Ризькому мотормузеї
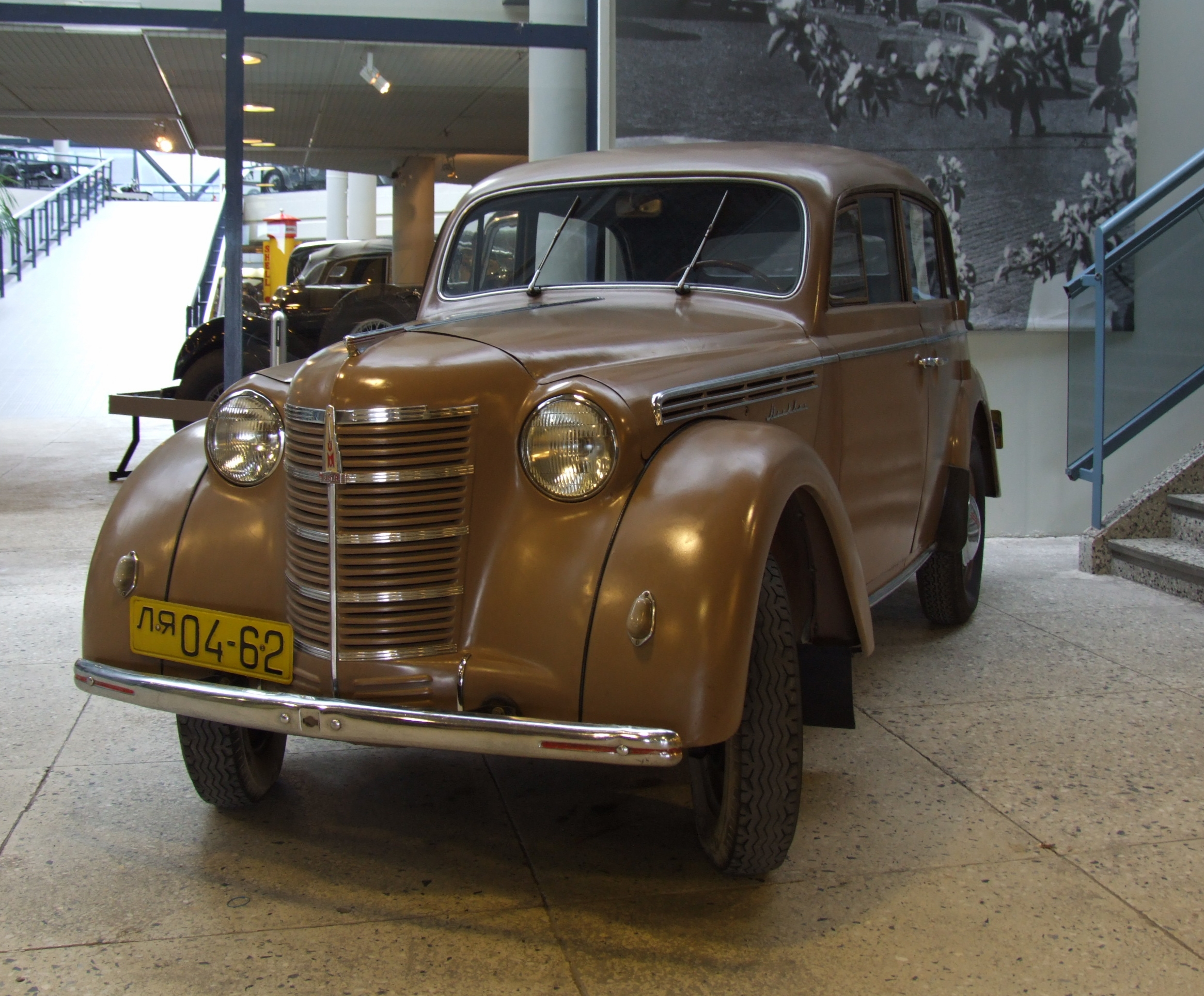
Москвич 400-420  в Ризькому мотормузеї
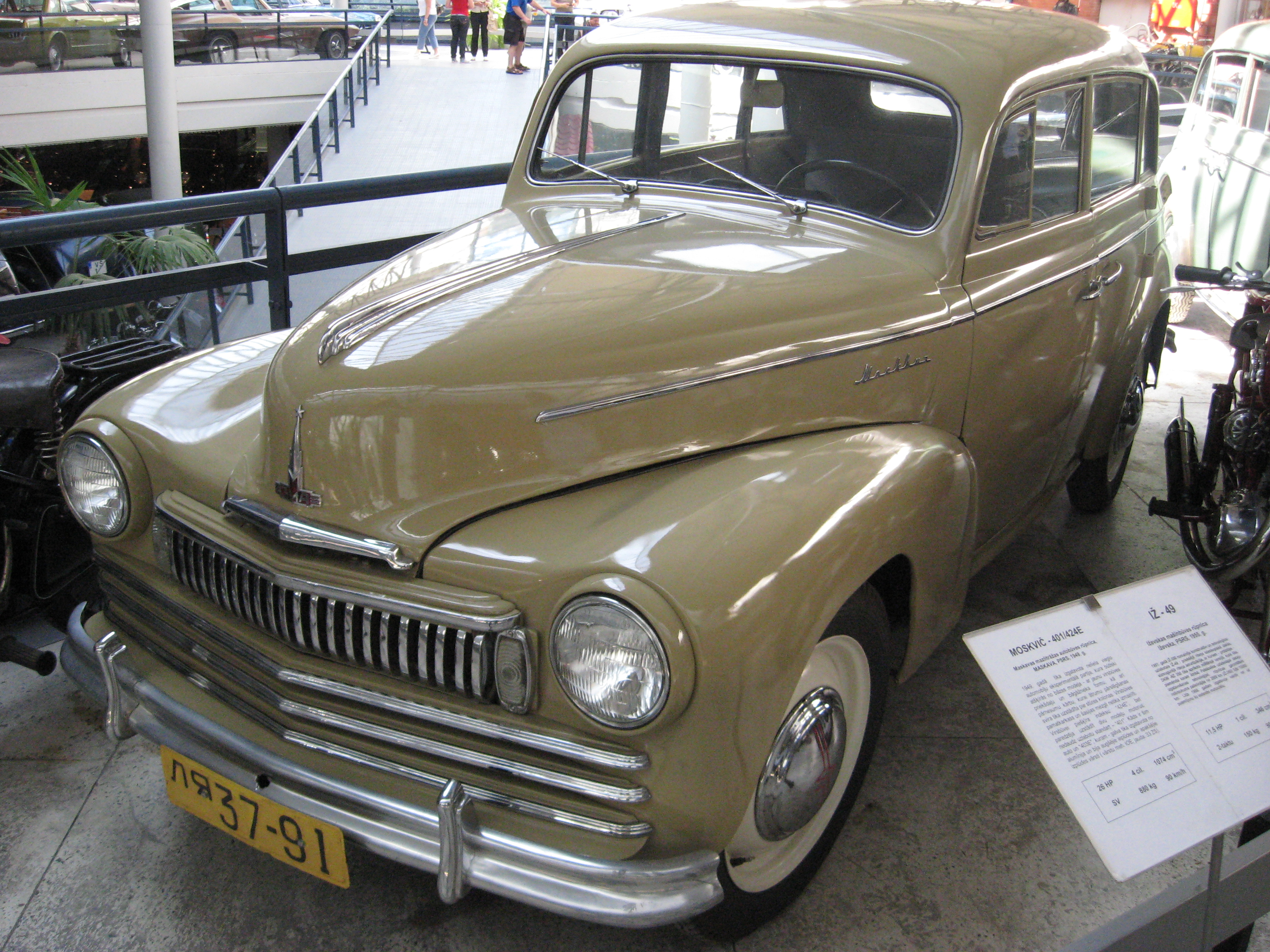
Москвич 401-424E  в Ризькому мотормузеї
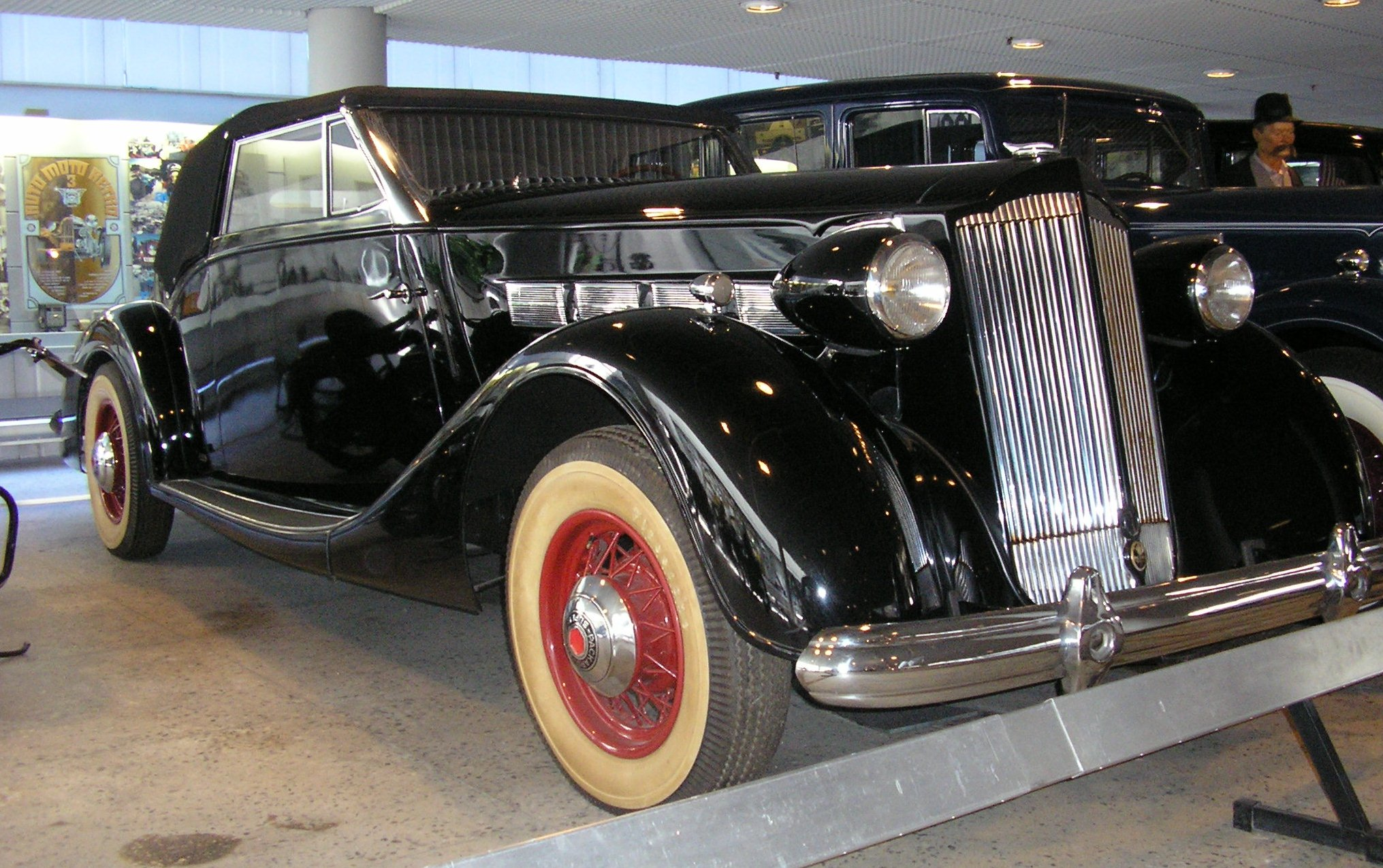
Packard Super Eight 1502 (1937)  в Ризькому мотормузеї
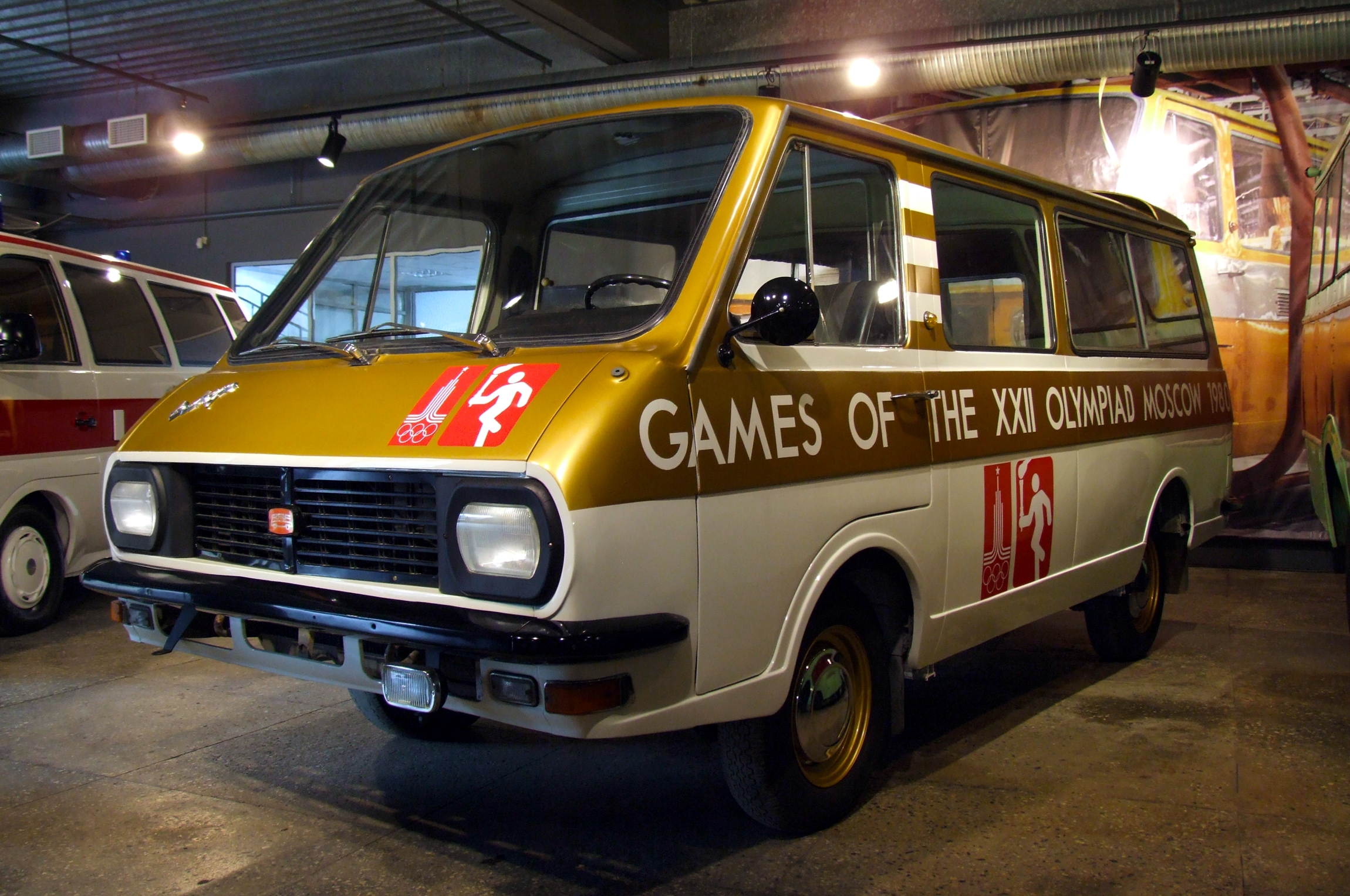
Латвійський РАФ-2907 на базі РАФ-2203 "Latvija"  в Ризькому мотормузеї
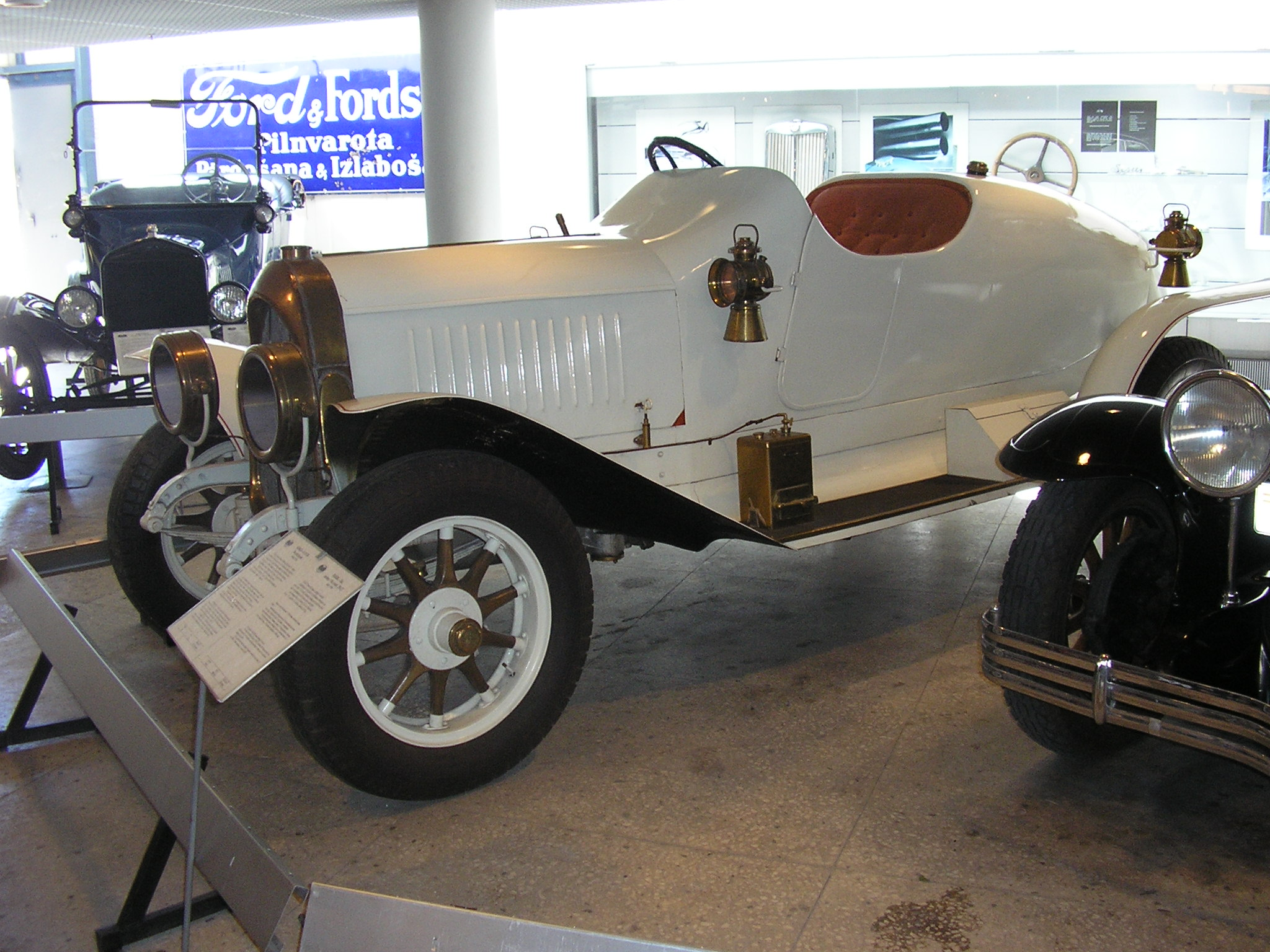
Hansa G 12/36 Renntorpedo (1914)  в Ризькому мотормузеї
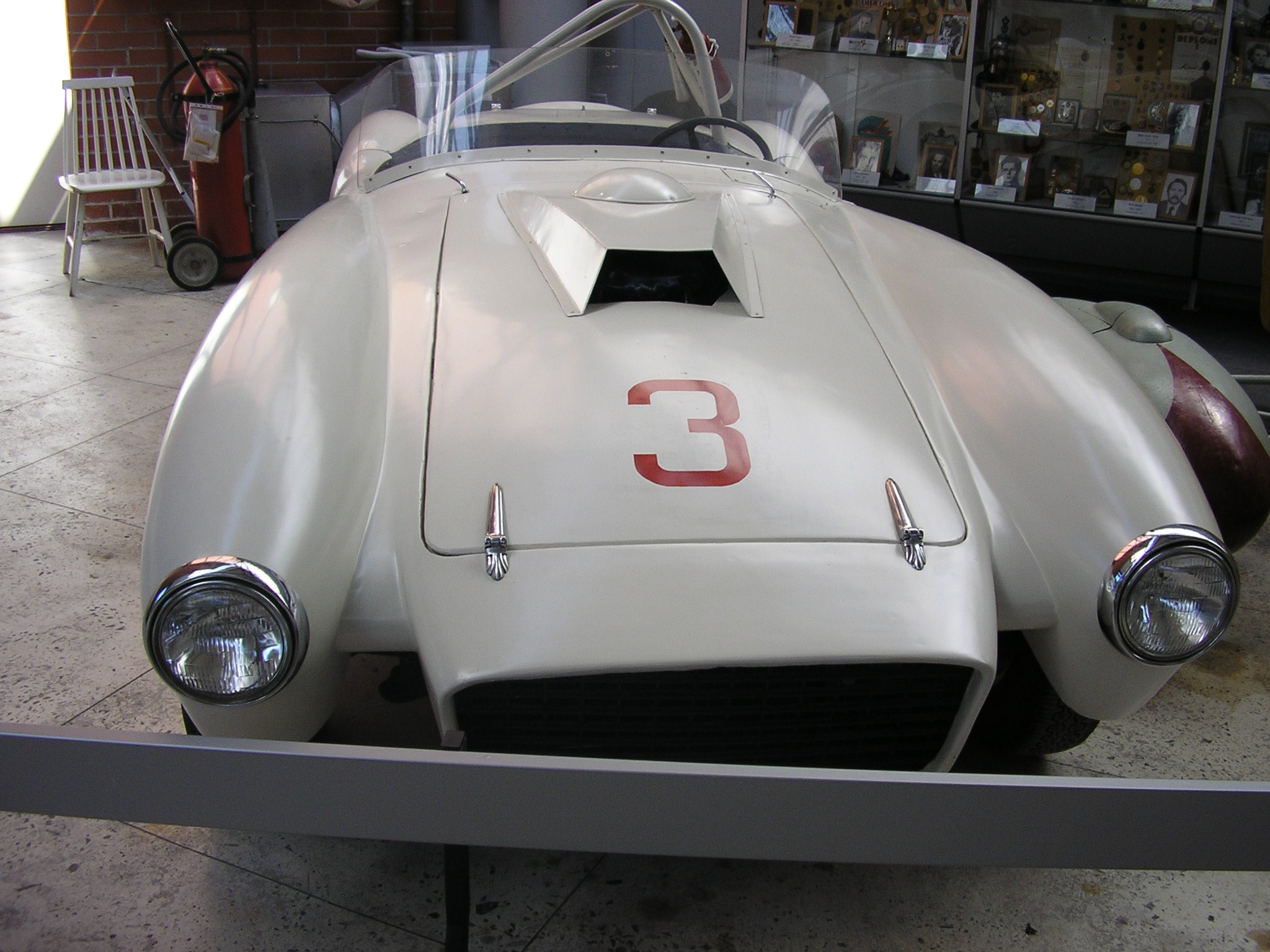
ЗІЛ-112С (1961)  в Ризькому мотормузеї